# Mortal Kombat II
Mortal Kombat II (MK2) je bojová hra z roku 1993, pokračování prvního dílu ze série Mortal Kombat. Je zde 12 hratelných postav a dvě nehratelné, Kintaro jako první boss a Shao Kahn jako hlavní. Na rozdíl od předchozího dílu hra již nenabízí mód Test Your Might, ale přibyly Babality, Friendship a speciální Fatality podle arény.

## Příběh
Příběh navazuje na první díl, ve kterém se šaolinský mnich Liu Kang stal novým šampionem turnaje Mortal Kombat, když porazil čaroděje Shang Tsunga. V tomto díle zuřící císař Vnějšího světa Shao Kahn omladil Shang Tsunga a poslal své hordy, aby zničili klášter Šaolin. Shang Tsung se pokusil napadnout Johnyho Cage a poté vyzval bojovníky na turnaj ve Vnějším světě.
Liu Kang, Johnny Cage, Raiden, Kung Lao (přeživší z kláštera), Jax (kolega Soni Blade) a Sub-Zero (bratr Sub-Zera, jelikož originální byl zabit v prvním díle Scorpionem) se poté vydávají do Vnějšího světa pomstít klášter a porazit v turnaji Shao Kahna. Na turnaj se také vydává Scorpion, který chce znovu zabít Sub-Zera. Ve Vnějším světě se těmto bojovníkům postaví omlazený Shang Tsung a jeho ochránce Reptile a Shao Kahn a jeho bojovníci Kintaro, Baraka, Kitana a Mileena.

## Postavy

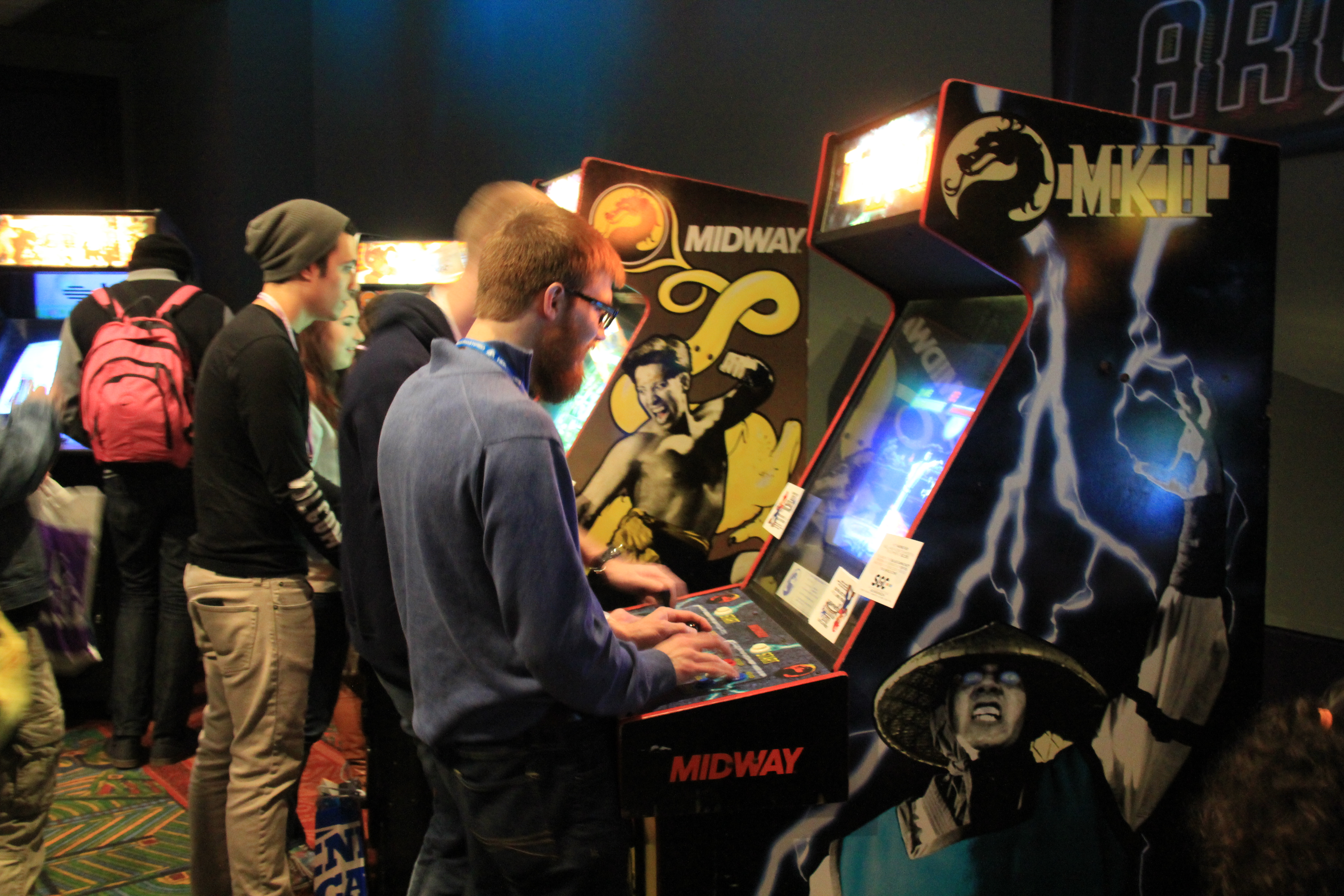
Arkádový automat Mortal Kombat II

Ve hře je 12 hratelných postav:
- Liu Kang – Ovládá kouzlo ohně, ve filmu je hlavní postavou. Ve hře se vyznačuje silou plamene a rychlostí.
- Kung Lao – Ve filmu se o něm pouze mluvilo, ve hře používá za zbraň ostrý klobouk kterým může ve fatalitách usekávat končetiny.
- Johnny Cage – Je původně herec. Ve hrách je znám díky svému velmi modernímu stylu a díky kopancům, při kterých jsou za ním vidět jeho „stíny“.
- Reptile – Ve hře se vyskytuje jíž od prvního dílu, kde byl jako bonus. Je to napůl ještěr a napůl člověk. Ke svým útokům využívá kyselinu.
- Sub-Zero – Vyskytoval se ve druhém díle filmu, kde představoval bratra zlého Sub-Zera z prvního dílu. Využívá své moci kori neboli mražení.
- Shang-Tsung – V prvním díle byl hlavní boss, zde je to normálně hratelná postava. Může se proměnit na jakoukoli jinou hratelnou postavu.
- Kitana – Dcera Shao-Kahna, nejprve sice bude na straně zla, ale později je na straně dobra. V boji využívá své vějíře.
- Jax – Spolupracovník Sonyi Blaydové. Má velkou fyzickou sílu. V tomto díle ještě nemá kybernetické ruce.
- Mileena – Zlá sestra Kitany. Má znetvořenou tvář a velmi ostré zuby. Je velmi podobná Barakovi. Má ostré dýky.
- Baraka – Ke svému prospěchu používá ostré čepele, co mu rostou z rukou. Má ostré zuby a kvůli tváři vypadá jako nestvůra.
- Scorpion – Jeho domov je peklo. Jeho maska lidského muže se dá stáhnout a pak může protivníka zapálit.
- Raiden – Bůh, Ochránce Říše Země. Využívá blesků a podobných sil. Pomocí levitace může protivníka přimrštit ke zdi.

Ostatní postavy:
- Kintaro – Sub-bos. Je stejné rasy Shokan, jako čtyřruký Goro.
- Shao Kahn – Boss. Císař Vnějšího světa.
- Jade – Skrytá postava. Zeleně zbarvená ninja bojovnice.
- Smoke – Skrytá postava. Šedě zbarvený ninja bojovník.
- Noob Saibot – Skrytá postava. Černě zbarvený ninja bojovník.

## Fatality
Mortal Kombat nechvalně proslul svou brutalitou především kvůli těmto dokončením protivníka. Fatality lze vykonat příslušným stisknutí několika tlačitek, která jsou u každé postavy jiná. Ve hře se také vyskytuje tzv. Pit Fatality, tedy zakončení protivníka shozením z mostu, napíchnutím na bodáky na stropě a shozením do kyseliny.